# Holocephalus julieni
Holocephalus julieni là một loài bọ cánh cứng trong họ Bọ hung (Scarabaeidae).